# Porsche 944
El Porsche 944 es un automóvil deportivo construido por el fabricante alemán Porsche desde 1982 hasta 1991. Se concibió como sustituto del Porsche 924, siendo el nuevo modelo básico de la marca, aunque el 924 continuó en producción hasta 1988. El 944 estaba pensado para mantenerse a la venta hasta bien entrada la década de 1990, pero las principales revisiones previstas para el 944 S2 fueron finalmente materializadas en el nuevo modelo 968, su sucesor.
Aunque se construyó con la base del chasis del 924, los 944 ofrecían lo último en tecnología en la década de 1990. Fue un modelo de éxito del que se desarrollaron versiones cupé y cabriolet con motores de gasolina de 2,5L 2,7L y 3L en versiones de 8 válvulas, 16 válvulas y Turbo.

## Historia y resumen de modelos

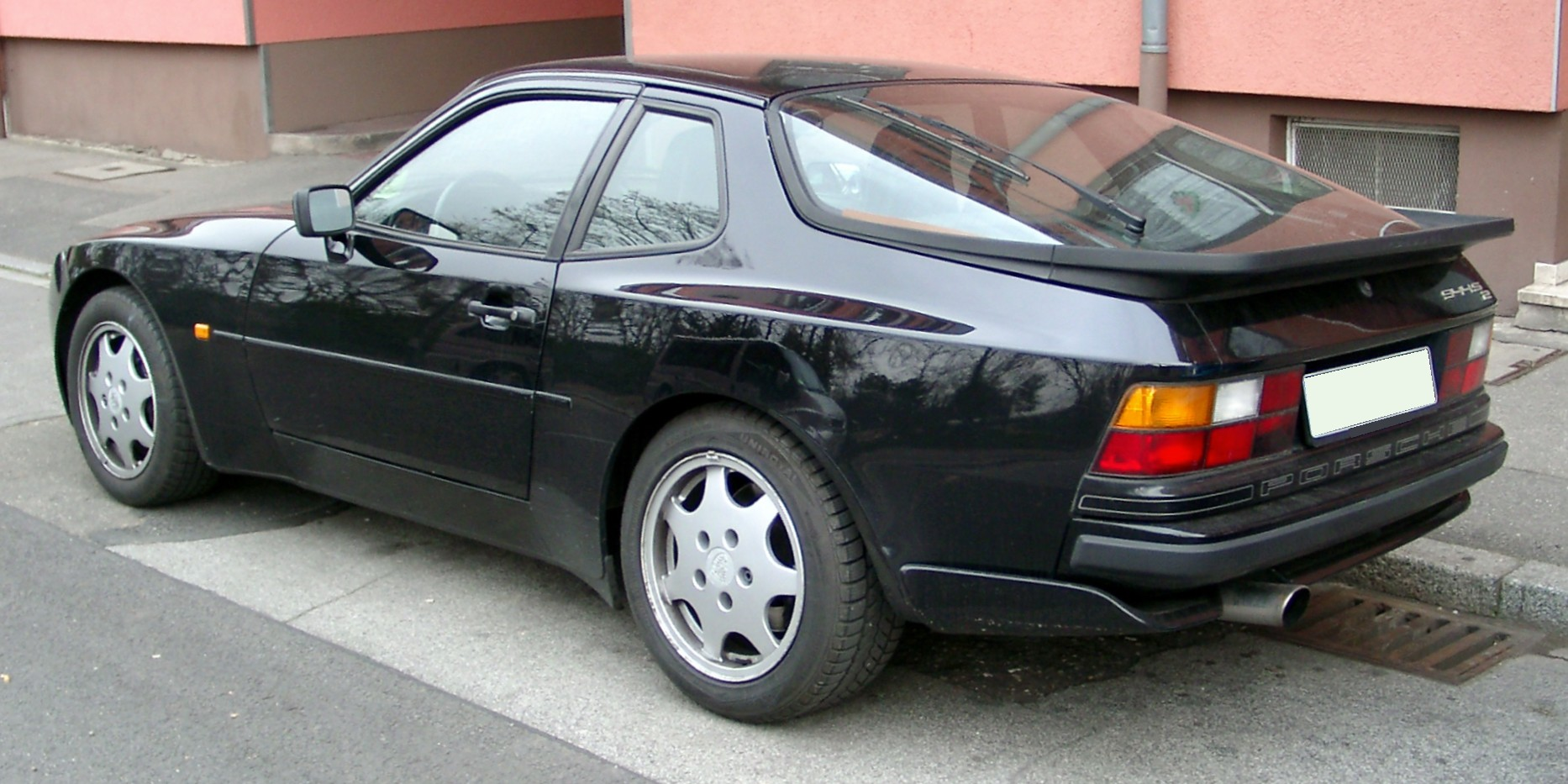
Vista trasera.

El Porsche 924 fue originalmente un proyecto conjunto entre Volkswagen y Porsche para desarrollar un nuevo modelo de Volkswagen o Audi. La empresa conjunta VW-Porsche, que se constituyó con la intención de comercializar el 914, tenía previsto que este modelo no tendría la buena aceptación que tuvo el 356. Sin embargo, el índice de ventas era suficiente como para no ser ignorado por VW, por lo que se acordó que Porsche desarrollaría un nuevo modelo para ser comercializado como VW o Audi. En 1972, el sustituto para la versión de Volkswagen de los 914 con código EA-425, comenzó su desarrollo.
Este modelo debería emplear tantas piezas de VW como fuera posible, pero con la apariencia similar al Porsche 928, ya que el coche iba a ser vendido seguramente como un Audi, según el acuerdo de comercialización de Volkswagen-Audi-Porsche. Aunque las pruebas ya habían comenzado en la primavera de 1974, Volkswagen decidió cancelar el programa debido a los gastos de producción, así como la sensación de que entraría en competencia directa con el recientemente lanzado al mercado Volkswagen Scirocco que llenaba el hueco como cupé deportivo suficientemente. El proyecto casi desaparece cuando la sociedad conjunta se deshizo y, debido a la crisis del petróleo de 1973-1974, VW retiró el coche definitivamente de todos los planes futuros de la compañía.
No obstante, en Porsche estaban convencidos de su potencial éxito y los concesionarios de la marca deseaban con desesperación un modelo «económico» que proporcionase un gran volumen de ventas. Así fue que Porsche adquirió el proyecto por más de US$ 40 millones en 1975 y acabó su desarrollo desembocando en el modelo 924. Para su fabricación, firmaron un contrato con VW para que se construyera en la planta NSU Motorenwerke AG en Neckarsulm bajo los estándares de calidad de Porsche.
La disposición mecánica del coche le dotaba de una gran estabilidad y excelente control de la conducción en situaciones límite, lo que le hizo recibir muchas críticas positivas. Aun así, sus orígenes VW y el áspero motor Audi de 2 litros poco potente de las primeras versiones, le hizo acreedor de muchas críticas negativas. Porsche presentó un 924 Turbo para aumentar el rendimiento y contrarrestar estas críticas, pero el precio fue considerado demasiado alto para la época, por lo que fueron descendiendo las ventas.
En lugar de desechar el modelo por completo, la fábrica decidió desarrollar el 924, como lo habían hecho con las generaciones del  911, aunque el número cambiaría el 924 proporcionó la base para su reemplazo.
Así nació el nuevo 944 en el que Porsche rediseñó el chasis y abandonó el motor Audi. En su lugar se instaló un nuevo motor de cuatro cilindros en línea de 2479 cm³ (2,5 L; 151,3 plg³) con un diámetro x carrera de 100 mm (3,94 plg) x 78,9 mm (3,11 plg), cuyo bloque de aluminio provenía de una bancada de cilindros del V8 de 4957 cm³ (5 L; 302,5 plg³) del 928, aunque en realidad muy pocas piezas son realmente intercambiables.
No es una elección natural para un coche deportivo de lujo un 4 cilindros en línea, pero la decisión se debió a que no era práctico desarrollar un nuevo motor V6 ni uno de 6 en línea que, además, no cabría en el vano motor. Para eliminar las fuerzas secundarias y las elevadas vibraciones que se obtienen en un 4 cilindros tan grande, se le dotó de un sistema de equilibrado por 2 ejes contrarrotantes que giran al doble de velocidad que el motor. Este sistema fue desarrollado y patentado en 1975 por Mitsubishi Motors, en el que los ejes de equilibrado llevan unas levas (pesos) excéntricas que producen las fuerzas inerciales necesarias para equilibrar las fuerzas secundarias desestabilizadoras, haciendo un motor de 4 cilindros tan suave como uno de 6 en línea.
En el diseño se optó por la disposición del 924 Carrera GT de circuito con sus ensanches de carrocería para las ruedas y mejoras en la suspensión y frenos. Se esperaba que este nuevo modelo con 163 CV (161 HP; 120 kW) más masculino y de 220 km/h (137 mph) de velocidad punta, fuese considerado enteramente Porsche y dejase de sufrir las críticas que persiguieron al 924 por su origen inicial Audi-VW.

### 944

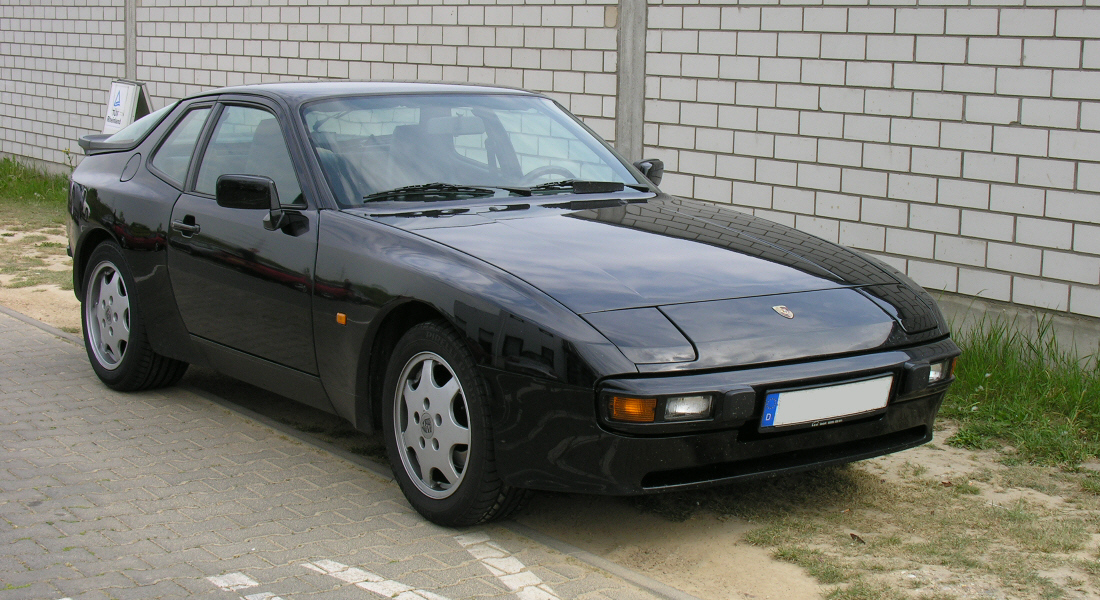
Porsche 944 de 1985–1991.

Porsche presentó el 944 en el 1981. Su motor, de diseño enteramente Porsche, rendía en sus inicios 163 CV (161 HP; 120 kW). Era más rápido que el 924, a pesar de tener una ligeramente peor aerodinámica, fue mejor equipado y más refinado que el 924, se manejaba mejor, frenaba mejor y además era más cómodo de conducir y, según la fábrica, afirmó que alcanzaba de 0 a 100 km/h (62 mph) en 8,4 segundos. El coche tenía una distribución de pesos casi perfecta de 50,7% (del.) y 49.3% (tras.), gracias al sistema «transaxle» con el motor delantero y la caja de cambios en el eje trasero. Esto junto al eje «Weissach» le conferían un equilibrio dinámico óptimo y un comportamiento en curvas al límite de adherencia excelente. La suspensión delantera consistía en un sistema independiente tipo MacPherson con muelles, amortiguadores, trapecio inferior y barra estabilizadora. La trasera consistía en un sistema de paralelogramos deformables, barras de torsión transversales, estabilizadora y amortiguadores.
En la 2.ª mitad de 1985 los 944 recibieron sus primeros cambios significativos renovándose la mecánica y todo su interior. Un nuevo cuadro de instrumentos, nuevos paneles de puertas y antena de radio integrada en el parabrisas, actualización del alternador (de 90 A a 115 A), la capacidad del cárter de aceite se aumentó, nuevos trapecios de amortiguación delanteros y traseros de aluminio, mayor capacidad en el depósito de combustible, asientos eléctricos y/o calefactados en opción, sistema de sonido de alta fidelidad de Porsche y revisiones en el montaje del «transaxle» para reducir el ruido y las vibraciones. Las ruedas de estilo «Cookie Cutter» utilizadas en los primeros 944, fueron actualizadas al nuevo estilo «dialphone» (marcador de teléfono). Las ruedas Fuchs siguen estando como opción. Los coches de modelo 1985 que ya incorporaron estos cambios, se denominan a veces «1985/2».
En 1988 aparece la versión 944 de 2,7L, 8 válvulas y 165 CV (163 HP; 121 kW). El vehículo se sigue comportando de una manera excelente, con unas reacciones progresivas y fácilmente controlables. El motor se recupera mejor al tener ahora un par máximo mayor a un régimen más bajo. La velocidad y aceleraciones se han mejorado, pero son sin duda las recuperaciones las más beneficiadas con el nuevo esquema del actual motor.
Interiormente, sigue sobresaliendo la calidad de los materiales y un puesto de conducción en el que enseguida se encuentra la postura ideal. Por su parte, el tablero muestra perfectamente la información necesaria para circular con seguridad. El cambio se maneja con una precisión impecable y da gusto cambiar de marcha. El coche frena a cualquier velocidad dentro de los límites razonables y con un tacto de pedal perfecto pero, por si no es suficiente, podrá disponer opcionalmente del sistema antibloqueo de ruedas (ABS) y airbag. Debido al sistema ABS, el ancho de vía fue modificado y las llantas Fuchs ya no estaban disponibles como opción. En el caso de este modelo de 2,7L, el consumo se ha reducido ostensiblemente comparado con el anterior.
En los 944 ya se había conseguido un excelente compromiso entre estabilidad y confort. Este modelo no es un caso aparte y se puede disfrutar de un comportamiento muy bueno sin que los ocupantes de las dos plazas disponibles se resientan de ello. Las plazas traseras son reducidas y poco utilizables, al menos por personas adultas. Este modelo dejó de fabricarse en versión 2.7 litros en 1990, con lo que a partir de entonces, el modelo más económico de gama es el 944 S2 en versión cerrada, motorizado con el cuatro cilindros de 3 litros, que dispone de 211 CV (208 HP; 155 kW) en versión cerrada y Cabrio.

### 944 S

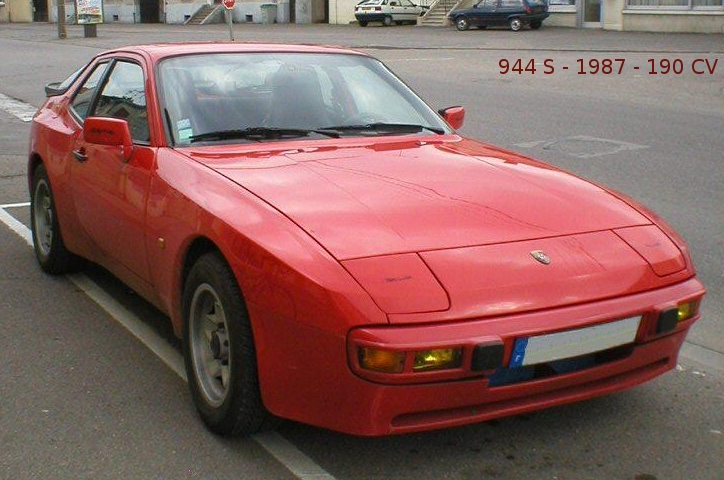
Porsche 944 S.

En 1989 aparece la versión 944 de 2,7L, 8 válvulas y 172 CV (170 HP; 127 kW), apareciendo más tarde otra versión de 16 válvulas con alrededor de 190 CV (187 HP; 140 kW). El vehículo se sigue comportando de una manera excelente, con unas reacciones progresivas y fácilmente controlables. El motor se recupera mejor al tener un par máximo mayor a un régimen más bajo. La velocidad y aceleraciones se han mejorado, pero son sin duda las recuperaciones las más beneficiadas con el nuevo esquema del actual motor.
El cambio se maneja con una precisión impecable y da gusto cambiar de marcha. El coche frena a cualquier velocidad dentro de los límites razonables y con un tacto de pedal perfecto pero, por si no es suficiente, podrá disponer opcionalmente del sistema antibloqueo de frenos ABS y airbag. Debido al sistema ABS el ancho de vía fue modificado y las llantas Fuchs ya no estaban disponibles como opción.En el caso de este modelo de 2,7L el consumo se ha reducido ostensiblemente comparado con el anterior.
En los 944 ya se había conseguido un excelente compromiso entre estabilidad y confort. Este modelo no es un caso aparte y se puede disfrutar de un comportamiento muy bueno sin que los ocupantes de las dos plazas disponibles se resientan de ello. Las plazas traseras son reducidas y poco utilizables, al menos por personas adultas.
Este modelo dejó de fabricarse en versión 2.7 litros en 1990, con lo que a partir de entonces el modelo más económico de gama es el 944 S2 en versión cerrada, motorizado con el cuatro cilindros de tres litros, que dispone de 211 CV (208 HP; 155 kW).

### 944 S2

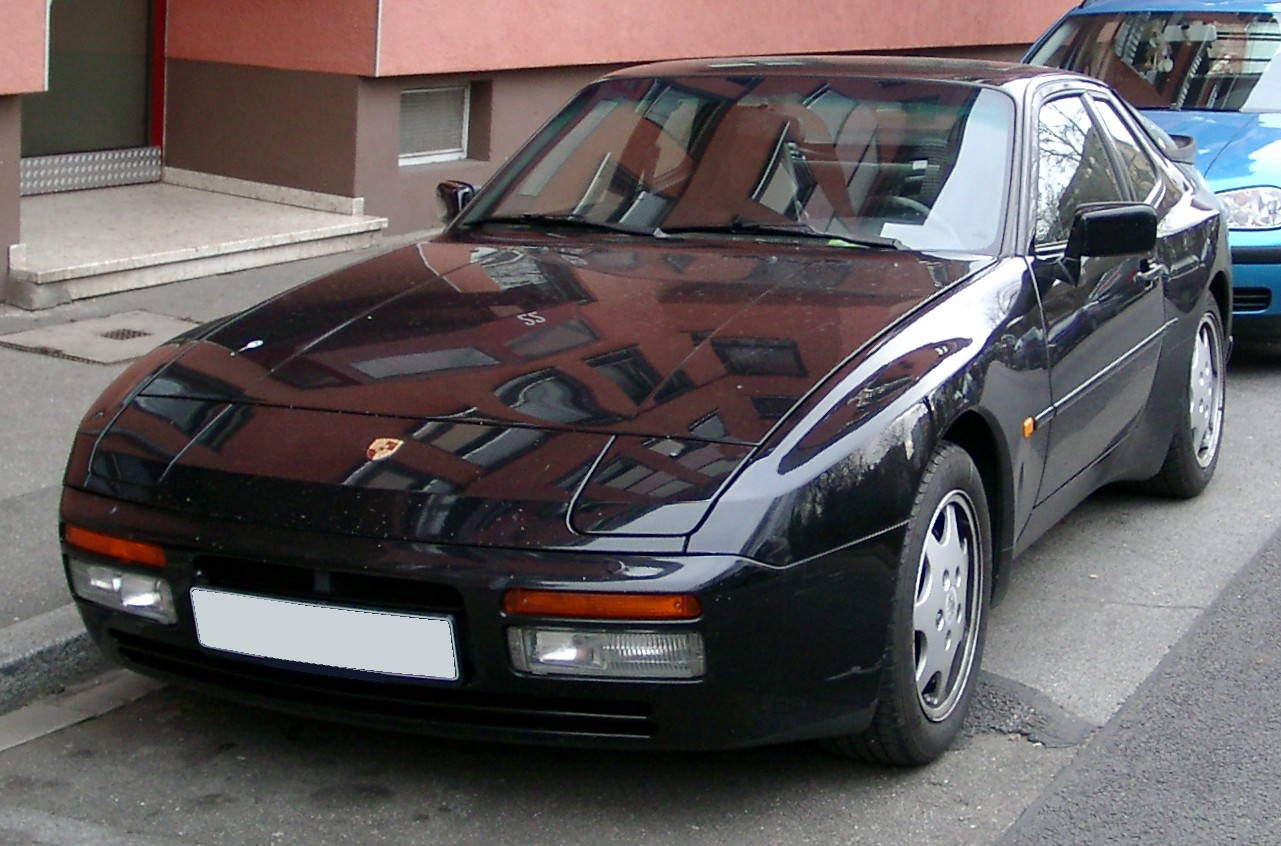
Porsche 944 S2.

En 1989 aparece la versión 944 S2, que era una versión del 944S de 16 válvulas, con el diseño de carrocería del turbo y su cilindrada aumentada hasta 3 litros. La potencia se elevó a 211 CV (208 HP; 155 kW) y el par se mejoró hasta los 280 N·m (207 lb·pie). Se le incorporaron cambios en la inyección, los frenos del turbo de 250 CV (247 HP; 184 kW), barras estabilizadoras más rígidas y nuevas llantas de aleación de 16 pulgadas (40,6 cm). Gracias a todo ello, alcanzaba los 100 km/h (62 mph) en un segundo menos que el 2,7L de 8 válvulas y rondaba los 240 km/h (149 mph) de velocidad máxima. No llegó igualar las excelentes prestaciones del turbo, pero era de conducción más grata, suave y lineal que este, lo que junto con los US$ 16.000 de diferencia, decantó a muchos de los compradores. La versión cabriolet apareció poco después de salir el cupé.
Su funcionamiento es muy suave y a la vez potente, sube de vueltas sin problemas en todas las marchas. Las recuperaciones son también excelentes, con una gran capacidad de respuesta desde muy bajos regímenes. En cuanto a los consumos son muy buenos para su época y teniendo en cuenta la cilindrada y la potencia del motor, lo que le permite, junto con una buena capacidad del depósito de combustible, tener una gran autonomía.
Su comportamiento en carretera es impecable, como en el resto de los 944, el S2 se sujeta en las curvas sin ningún esfuerzo, ayudado por unas suspensiones delantera y trasera independientes de tipo McPherson delante y eje de dion (de brazos arrastrados) y barras detrás, ambas muy eficaces junto con unos neumáticos de medidas para el 944 S2 y S2 Cabrio, de 205/55 ZR 16 y 225/50 ZR 16 sobre llantas de 7 pulgadas (17,8 cm) x 16 pulgadas (40,6 cm) y 8 pulgadas (20,3 cm) x 16 pulgadas (40,6 cm).
En general, el S2 se conduce con suma docilidad en cualquier carretera y en cualquier tipo de terreno, resultando además suficientemente cómodo para poder viajar relajado y solamente en carreteras con un firme en mal estado, la suspensión llega a resultar dura. Únicamente en el límite puede aparecer una cierta tendencia del morro a deslizarse. La buena andadura y seguridad del coche se remata por unos frenos excelentes y de lo más eficaz.
La accesibilidad, a pesar de ser bajo, dado su carácter deportivo, no es mala, gracias al amplio ángulo de apertura de sus puertas; la visibilidad por su parte es buena desde todos los ángulos.
El maletero es bastante reducido, como en el resto de la gama y apenas cubre las necesidades de equipaje de dos personas; para que éste no sea visible desde el exterior, va cubierto por una cortinilla enrollable.

### 944 Turbo (951/952)

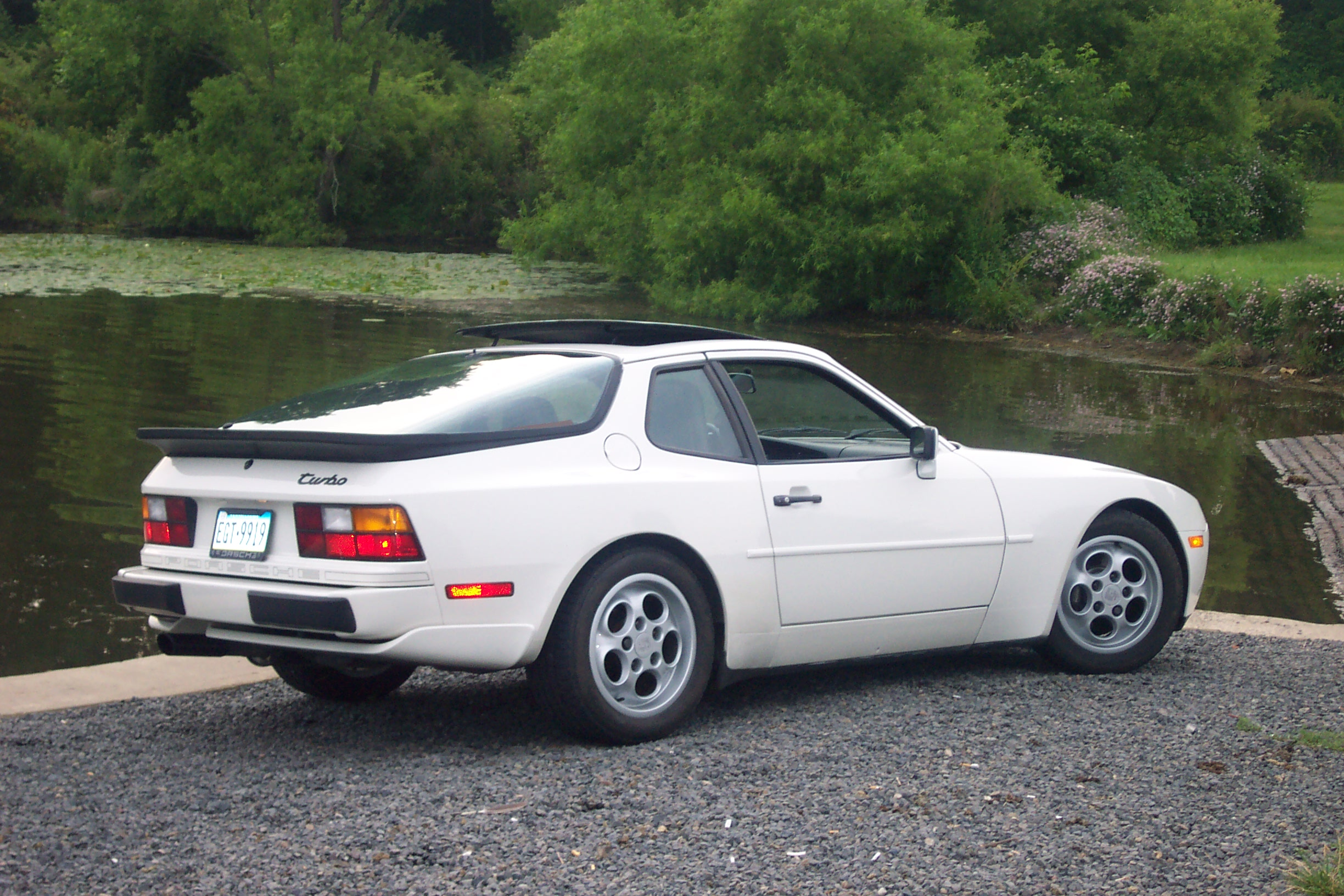
Porsche 944 Turbo de 1987.

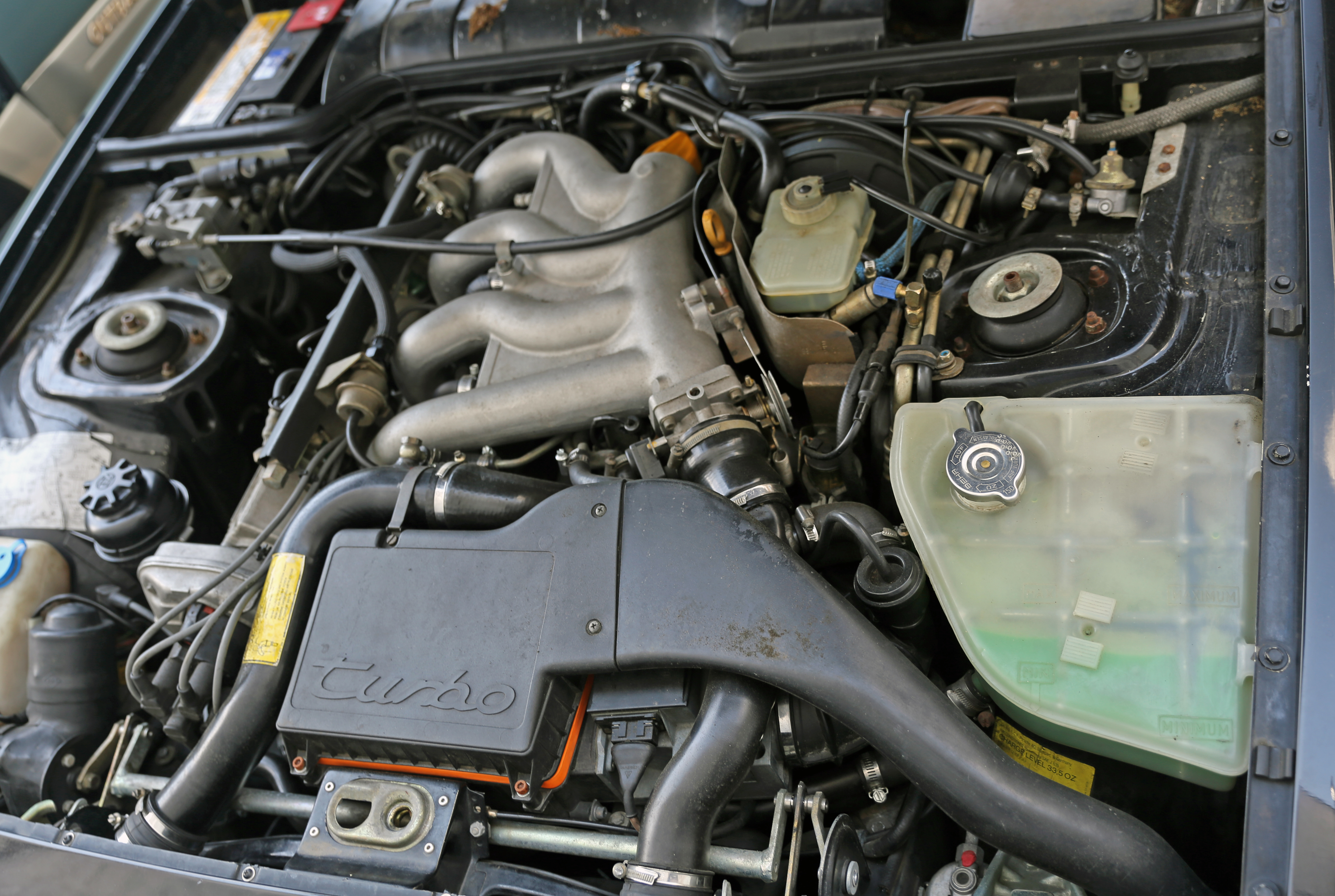
Motor de un Porsche 944 Turbo de 1986.

En 1986, Porsche presentó el 944 Turbo, conocido internamente como el 951 (952 para las unidades de conducción en la derecha). Este disponía de un turbo e intercooler que en la versión inicial estándar ofrecía 220 CV (217 HP; 162 kW) a las 5.800 rpm y su precio a finales del 1985 rondaba los US$ 60.000 en los EE. UU. Esto lo hizo situarse en el mismo escalón de precios del 911 y frenó su potencial éxito a pesar de tener un mejor comportamiento y unas prestaciones brutas similares al 911 Carrera de 3,2 litros.
El Turbo trajo también otros cambios importantes, tales como una aerodinámica mejorada, una caja de cambios reforzada, con sistema de refrigeración del aceite y una relación de cambio final diferente, un nuevo radiador de refrigeración del aceite del motor aire-aire (el atmosférico usaba un intercambiador agua-aceite), llantas de 16 pulgadas (40,6 cm) de serie o llantas Fuchs forjadas (como opción) y una suspensión más firme para manejar el peso extra. Se revisaron todos los componentes internos del motor 951, se hicieron más de 30 cambios para asegurarse que soportaría el aumento de calor y las mayores presiones y cargas internas que tendría que soportar.
Se introdujeron pocos cambios en 1987; uno de ellos fue la eliminación del sistema de refrigeración de aceite de la caja de velocidades y cambios en los trapecios de la suspensión, motivados por la aparición de la opción del ABS como equipamiento. También se ofreció, por primera vez en un coche de producción, el doble airbag de serie. El motor seguía siendo el mismo M44/51 del modelo de 1986.
En 1988, Porsche fabricó una corta serie denominada "Turbo S" solamente durante ese año, con motores potenciados a 250 CV (247 HP; 184 kW) a las 6.000 rpm y algunas mejoras,<!R0> como las válvulas de escape refrigeradas por sodio y diferentes reglajes, tanto en la amortiguación como en el tren de rodadura y frenado, para darle un mejor comportamiento en pista.
A partir de 1989, se eliminó la denominación "S" y se nombró simplemente como "Turbo". El motor tenía la misma potencia, con un par máximo de 350 N·m (258 lb·pie) a las 4.000 rpm y un régimen máximo (línea roja) de 6.400 rpm, distribución con un SOHC) árbol de levas a la cabeza y 2 válvulas por cilindro, relación de compresión de 8.0:1, alimentado por inyección indirecta Bosch DME y un turbocompresor KKK K26/70 soplando a 1,75bar.<!R1>